# 松重和美
松重 和美（まつしげ かずみ、1947年（昭和22年）8月15日 - ）は、日本の物理学者。京都大学名誉教授。専門は応用物理学・電気電子工学。
九州大学工学部教授、清華大学客員教授、龍谷大学教授、四国大学学長を歴任。福岡県出身。

## 経歴
福岡県出身。福岡県立福岡高等学校卒業。1970年、九州大学理学部物理学科を卒業。1972年、九州大学大学院工学研究科応用物理学修士を修了。1975年、ケース・ウェスタン・リザーブ大学工学部高分子科学Ph.D.を修了し、同年より九州大学工学部助手に就任。
1981年に九州大学工学部助教授となり1990年に同学部教授に就任。1993年、京都大学大学院工学研究科電子工学専攻教授に就任。また1996年に京都大学ベンチャー・ビジネス・ラボラトリー施設長・2001年に京都大学国際融合創造センター長、2002年に京都大学工学研究科インテックセンターナノ工学高等研究院長に就任。
2004年、京都大学副学長に就任。2005年、京都大学国際イノベーション機構長と京都大学ナノメディシン融合教育ユニット代表に就任。2008年、京都大学工学研究科インテックセンター融合ナノ基盤工学部代表者に就任。2010年、清華大学客員教授に就任。
2012年に京都大学を定年退官。同年に龍谷大学理工学部教授に就任。2013年より四国大学の学長に就任。

## 受賞歴
- 1988年 - 高分子学会賞
- 2006年 - 産学官連携功労者表彰日本経済団体連合会会長賞
- 2006年 - 日本経済団体連合会会長賞

## 著書
- 『環境対応型鉛フリーはんだ―世界が注目するグリーン部材』（2009年11月10日、コロナ社）
- 『分子エレクトロニクスの基盤技術と将来展望』（2009年2月、田中一義、和田恭雄（監修）、シーエムシー出版）
- 『CD‐ROM・カラーCGで見るナノテクノロジーの世界』（2004年10月、辻野貴志、箕輪剛、岩田貴陽、数研出版）
- 『分子ナノテクノロジー―分子の能力をデバイス開発に活かす』（2002年6月、田中 一義、化学同人）
- 『高分子の熱物性』（1995年3月、船津和守、高分子学会（編集）、共立出版）